# Riquewihr
Riquewihr (em alemão Reichenweier) é uma comuna francesa de 17,04 km² e com 1212 habitantes (1999) situada no departamento do Alto Reno, na região de Grande Leste.
Pertence à rede das As mais belas aldeias de França.

## Geografia
Riquewihr é um típico vilarejo alsaciano, bastante reputado e visitado por seu charme e por sua arquitetura medieval. Situa-se perto de Colmar, no cantão de Kaysersberg.

## Turismo
A cidade foi gratificada com o título de um dos mais belos vilarejos da França (plus beaux villages de France), outorgado por uma associação independente visando a promover o turismo das pequenas comunas francesas ricas de um patrimônio de qualidade. A cidade é protegida por muralhas em excelente estado, das quais faz parte o dolder, uma torre erigida em 1291 que vigia as muralhas da extremidade superior da cidades e cujo nome significa topo.